# Một tâm hồn đẹp
Một tâm hồn đẹp (tiếng Anh: A Beautiful Mind) là một bộ phim tiểu sử năm 2001 của Mỹ kể về cuộc đời của nhà kinh tế học John Nash, người từng đạt giải Nobel. Bộ phim được đạo diễn bởi Ron Howard và biên kịch là Akiva Goldsman. Bộ phim được lấy cảm hứng từ một cuốn sách cùng tên rất nổi tiếng của nhà văn Sylvia Nasar từng được đề cử Giải Pulitzer năm 1988. Phim có sự góp mặt của các diễn viên gạo cội như nam tài tử Russell Crowe, cùng với  Ed Harris, Jennifer Connelly, Paul Bettany, Adam Goldberg, Judd Hirsch, Josh Lucas, Anthony Rapp, và Christopher Plummer. Câu chuyện bắt đầu với những năm đầu đời của một thần đồng trẻ tuổi tên John Nash. Tuy nhiên anh sớm bị mắc căn bệnh tâm thần phân liệt hoang tưởng và buộc phải đấu tranh với nó trong sự gánh nặng đầy đau đớn, chịu đựng của người vợ Alicia và bạn bè.
Bộ phim ra mắt tại các rạp chiếu phim của Hoa Kỳ vào ngày 21 tháng 12 năm 2001. Phim cũng đã thu về $313 triệu trên toàn cầu và thắng 4 giải Oscar, bao gồm Phim hay nhất, Đạo diễn xuất sắc nhất, Kịch bản chuyển thể xuất sắc nhất và Nữ diễn viên phụ xuất sắc nhất. Phim cũng có các đề cử Nam diễn viên chính xuất sắc nhất cho Russell Crowe, Biên tập phim xuất sắc nhất, Hóa trang xuất sắc nhất và Nhạc nền phim hay nhất.
Phim đã nhận được sự đón nhận nồng hậu từ giới phê bình, nhưng đồng thời cũng bị nhận một số chỉ trích khi nội dung không đề cập tới một số khía cạnh trong cuộc sống của Nash, đặc biệt là một gia đình khác của ông với một đứa con trai riêng. Tuy nhiên, các nhà làm phim cũng khẳng định bộ phim không phải là một đại diện cho lớp nghĩa đen trong phim.

## Nội dung
Năm 1947, John Nash (Crowe) tham dự trường Đại học Princeton. Ông cùng Martin Hansen (Lucas) được nhận học bổng Toán học Carnegie danh giá. Ông làm quen với một nhóm sinh viên toán học và khoa học đầy hứa hẹn, Richard Sol (Goldberg), Ainsley (Stanford) and Bender (Rapp). Ông còn gặp người bạn cùng phòng Charles Herman (Bettany), một sinh viên ngành văn học.
Nash bị áp lực nặng nề khi cố gắng viết luận, vì ông muốn viết về một ý tưởng hoàn toàn mới. Cảm hứng của ông xuất hiện khi ông và những người bạn giờ đây đã tốt nghiệp bàn luận về cách tiếp cận phụ nữ trong một quán bar. Hansen trích dẫn Adam Smith "mỗi người đàn ông đều vì bản thân", nhưng Nash lại cho rằng cách tiếp cận hợp tác sẽ cho hiệu quả cao hơn. Nash phát triển một ý tưởng mới về khái niệm Cân bằng Nash, sau đó ông xuất bản một bài viết về nó. Nhờ sự ảnh hưởng của bài viết, ông được mời tham gia MIT, nơi Sol và Bender tham gia cùng.
Vài năm sau, Nash được mời đến Lầu Năm Góc đề phá đường viễn thông đã mã hóa của địch. Nash giải được mã hóa nhờ trí óc, trước sự ngạc nhiên của các Người giải mã khác. Khi trở lại MIT, ông thấy công việc thường ngày nhàm chán và không xứng đáng với tài năng của mình, vậy nên ông hài lòng khi được người theo dõi bí ẩn William Parcher (Harris) của Bộ Quốc phòng Hoa Kỳ giao cho một nhiệm vụ bí mật. Ông phải tìm hình mẫu trong các tờ báo và tạp chí để ngăn chặn một âm mưu của Liên Xô. Ông bắt đầu trở nên ám ảnh với việc tìm những hình mẫu ẩn đi và nghĩ rằng ông bị theo dõi khi đưa kết quả đến một hòm thư bí mật.
Trong khi đó, Alicia Larde (Connelly), mời Nash đi ăn tối và hai người yêu nhau. Trong lần viếng thăm Princeton, Nash gặp lại Charles và cháu gái của anh, Marcee (Cardone). Anh cầu hôn Alicia với sự khuyến khích của Charles, và họ cưới nhau.
Nash trở nên lo sợ sau khi chứng kiến một cuộc đấu súng giữa Parcher và một điệp viên Xô viết, và Parcher đe dọa ông để ông tiếp tục thực hiện nhiệm vụ. Khi đang đưa một bài giảng ở Đại học Harvard, ông thấy một nhóm người mà ông cho rằng là điệp viên, dẫn đầu bởi Rosen (Plummer) và cố chạy trốn. Sau khi đấm Rosen trong nỗ lực chạy trốn, ông bị hạ gục và bị gửi đến một cơ sở tâm thần, nơi ông nghĩ rằng được Liên xô điều khiển.
Bác sĩ Rosen nói với Alicia rằng Nash bị chứng Tâm thần phân liệt, và Parcher, Charles và Marcee chỉ tồn tại trong trí tưởng tượng của anh. Alicia đi điều tra và cuối cùng gặp John với những tài liệu chưa từng được mở ra mà ông đã gửi vào hòm thư bí mật. Sau đó Nash được điều trị bởi Điều trị insulin và được ra viện. Nản chí với tác dụng phụ của loại thuốc ông đang sử dụng, khiến ông đờ đẫn và thiếu đáp ứng, ông bí mật ngưng sử dụng thuốc. Điều này khiến ông có lại các triệu chứng và gặp lại Parcher.
Một thời gian sau, Alicia phát hiện ra rằng Nash lại tiếp tục "nhiệm vụ" của mình. Nhận ra điều này, Alicia chạy về nhà và tìm thấy em bé đang bị ngập trong bồn tắm. Nash khẳng định rằng Charles phải trông em bé. Alicia cố gọi điện cho bác sĩ Rosen, nhưng Nash lại nghĩ Parcher đang cố giết cô. Ông cố đẩy Parcher ra và vô tình đẩy ngã Alicia và em bé. Khi Alicia chạy ra khỏi nhà, Nash nhận ra rằng Marcee chưa từng lớn lên cho dù ông đã biết cô bé trong 3 năm. Ông cuối cùng chấp nhận rằng Parcher và tất cả mọi giải đáp kia là không có thật. Nash chạy đến trước xe của Alicia và cầu xin cô ở lại. Ông quyết định không tiếp tục sử dụng liều thuốc nữa cho dù bác sĩ Rosen khuyện vậy vì Nash tin rằng ông có thể tự đối mặt với những ảo giác của mình. Alicia ở lại và ủng hộ ông.
Nash trở lại đại học Princeton và gặp lại Hansen, giờ đã là trưởng khoa toán học. Nash được phép làm việc trong thư viện và tham gia các lớp học. Trong hai thập kỉ tiếp theo, Nash học cách lờ đi những ảo giác. Vào những năm 70s, ông được phép dạy học trở lại.
Năm 1994, Nash nhận được Giải Nobel nhờ khám phá của ông trong lĩnh vực lý thuyết trò chơi, và được vinh danh bởi đồng nghiệp của mình. Bộ phim kết thúc khi Nash, Alicia và con trai của mình rời khỏi khán phòng ở Stockholm; Nash thấy Parcher, Charles và Marcee đang đứng một bên và nhìn ông.

## Dàn diễn viên
- Russell Crowe vai John Nash
- Ed Harris vai William Parcher
- Jennifer Connelly vai Alicia Nash
- Paul Bettany as Charles Herman
- Josh Lucas as Martin Hansen
- Adam Goldberg as Sol
- Anthony Rapp as Bender
- Vivien Cardone as Marcee
- Christopher Plummer as Dr. Rosen
- Judd Hirsch as Helinger
- Jason Gray-Stanford as Ainsley Neilson
- Bryce Dallas Howard as Harvard Student